# Frank Soskice, Baron Stow Hill

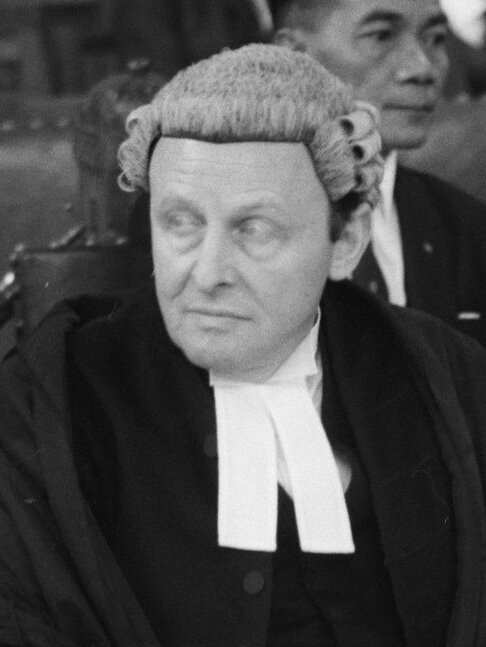
Frank Soskice (1961)

Frank Soskice, Baron Stow Hill, PC (* 23. Juli 1902; † 1. Januar 1979) war ein britischer Rechtsanwalt und Politiker (Labour Party) und von 1965 bis 1966 britischer Innenminister.

## Leben
Soskices Vater war der russische Journalist und Revolutionär David Soskice, der vor den Bolschewiki ins britische Exil geflohen war. Seine Mutter war die Autorin Juliet Soskice, geborene Hueffer, die aus einer Familie bekannter Künstler und Autoren stammte.
Frank Soskice besuchte die St. Paul’s School in London und studierte Rechtswissenschaft am Balliol College der University of Oxford. Am Ersten Weltkrieg nahm er als Soldat der britischen Armee teil. 1926 erhielt er seine Zulassung als Rechtsanwalt durch die Honorable Society of Inner Temple.
Sein Sohn ist der renommierte Ökonom und Politikwissenschaftler David Soskice.

## Politische Karriere
Soskice wurde erstmals 1945 für die Labour Party als Abgeordneter ins britische Unterhaus gewählt. In der Regierung von Premierminister Clement Attlee diente er als Solicitor General (vergleichbar mit einem deutschen stellvertretenden Generalstaatsanwalt) und kurzzeitig als britischer Delegierter zur Generalversammlung der Vereinten Nationen. 1951 wurde er Attorney General, 1952 war er Mitglied im Schattenkabinett der Labour Party.
In der Labour-Regierung von Harold Wilson wurde Soskice 1964 Innenminister. In seine nur einjährige Amtszeit fällt das erste britische Antidiskriminierungsgesetz, der Race Relations Act von 1965, und die Aussetzung der Todesstrafe in Großbritannien (zunächst auf vier Jahre begrenzt, später vollständig abgeschafft unter Innenminister James Callaghan). Ende 1965 wurde er Lordsiegelbewahrer der britischen Regierung.
1966 beendete er seine Regierungstätigkeit und wurde als Baron Stow Hill of Newport, im County Monmouth, zum lebenslangen Mitglied im britischen House of Lords ernannt.